# Vassili Chichkine (archéologue)
Pour les articles homonymes, voir Vassili Chichkine et Chichkine.
Vassili Afanassievitch Chichkine (Василий Афанасьевич Шишкин), né le 29 décembre 1893 (10 janvier 1894) au village de Skopsino (aujourd'hui dans l'oblast de Kirov) et mort le 18 octobre 1966 à Samarcande, est un archéologue et orientaliste soviétique, spécialiste de l'Asie centrale. Il a été nommé membre correspondant de l'Académie des sciences de la RSS d'Ouzbékistan en 1966.
Les recherches et les fouilles qu'il a menées ont surtout concerné l'observatoire d'Oulough Beg, le site de Varakhcha (près de Boukhara), le Réghistan de Samarcande, le Shâh-e Zindeh près de Samarcande, Afrassiab[incompréhensible].
Il est enterré au cimetière Botkine de Tachkent.